# Sistersあにま
Sistersあにま（シスターズアニマ）は、日本の女性アイドルグループ。
ONEtoONE Agency所属。

## 概要
「アニソン系アイドルグループ」をコンセプトとし、アニメソングのような楽曲でパフォーマンスを行なっている。東京都内を中心に活動するアイドルグループ。

## 略歴

### 2018年
- 12月21日、TOKYO FM HALLにてお披露目。

### 2019年
- 5月、一時活動休止期間があったが、活動再開。
- 12月21日、白金高輪SELENE b2にて1周年記念主催公演を開催。

### 2020年
- 3月31日、1stシングル「Queen of〜」をコロムビア・マーケティングよりメジャーリリース。オリコンデイリーランキング3位、オリコンウィークリーランキング9位を獲得。
- 8月20日、渋谷TSUTAYA O-WESTにて初のワンマン主催公演を開催。
- 12月21日、SHIBUYA PLEASURE PLEASUREにて2周年記念主催公演を開催。

### 2021年
- 10月25日、2ndシングル「絶対結婚しような〜！」をコロムビア・マーケティングよりメジャーリリース。オリコンデイリーランキング3位、オリコンウィークリーランキング11位を獲得。
- 12月21日、渋谷ストリームホールにて3周年記念主催公演（ワンマンライブ）を開催。

### 2022年
- 12月21日、SHIBUYA DIVEにて結成記念主催単独公演（ワンマンライブ）を開催。

### 2023年
- 7月16日、「Precious♡memory」、「俺しか勝たん！」、「ハッピーエンド」、「教えてダーリン」、「mirrorge」、「諸刃の剣」の6週連続配信リリースが発表される。
- 8月16日、配信限定シングル「Precious♡memory」リリース。
- 8月23日、配信限定シングル「俺しか勝たん！」リリース。
- 8月30日、配信限定シングル「ハッピーエンド」リリース。
- 9月13日、配信限定シングル「mirrorge」リリース。
- 9月20日、配信限定シングル「諸刃の剣」リリース。
- 10月19日、12月31日をもって城華しおりの卒業を発表[2]。

### 2025年
- 7月17日、18日、ワンマンライブ「Sistersあにま‼アキバで響け☆無限のシンフォニー」2days を開催。

## メンバー

### 現メンバー
| 名前           | よみ           | 担当カラー     | 誕生日     | 趣味                                    | 特技                             | 加入       | 備考                   |
| -------------- | -------------- | -------------- | ---------- | --------------------------------------- | -------------------------------- | ---------- | ---------------------- |
| 夏目莉乃       | なつめりの     | 黄             | 2000/09/03 | ピアノ・携帯ゲーム                      | 足でいないないばー・クラリネット | 2021/10/24 | -                      |
| 藍月結愛       | あいつきゆあ   | 緑             | 1999/10/26 | アイドル鑑賞、ゲーム、YouTubeを見ること | 空手                             | 2022/04/02 | -                      |
| 今波愛羽       | いまなみまなは | 青             | 9/4        |                                         |                                  | 2024/03/23 | -                      |
| 夢野あいな     | ゆめのあいな   | ピンク         | 5/16       |                                         |                                  |            | -                      |
| 水星鈴         | みほしりん     | スカイブルー   | 8/19       |                                         |                                  | 2023/12/22 | 2025/7/4より活動休止中 |
| 姫宮りつ       | ひめみやりつ   | 赤             | 9/1        |                                         |                                  | 2025/06/28 | -                      |
| 星乃あんんじゅ | ほしのあんじゅ | ミントグリーン |            |                                         |                                  | 2025/06/28 | -                      |

### 元メンバー
| 名前         | よみ           | 加入       | 卒業・脱退     | 備考                                  |
| ------------ | -------------- | ---------- | -------------- | ------------------------------------- |
| 藤村弥生     | ふじむらやよい | 2019/02/03 | 2019/03/??脱退 | -                                     |
| 結城莉梨華   | ゆうきりりか   | 2018/12/21 | 2019/05/30脱退 | -                                     |
| 北こなつ     | きたこなつ     | 2018/12/21 | 2019/05/30脱退 | 現・蓋然性オルトイズム 北こなつ       |
| 佐竹姫奈     | さたけひめな   | 2019/06/01 | 2019/09/16脱退 | -                                     |
| 渡辺もも     | わたなべもも   | 2019/02/03 | 2019/12/??脱退 | -                                     |
| 桜庭みゆり   | さくらばみゆり | 2019/11/23 | 2020/01/??脱退 | -                                     |
| 吉岡希望     | よしおかのぞみ | 2018/12/21 | 2020/08/30卒業 | -                                     |
| 可愛川ひらり | えのかわひらり | 2020/06/06 | 2021/03/20卒業 | -                                     |
| 三雲みる     | みくもみる     | 2021/01/24 | 2021/04/26脱退 | -                                     |
| 篠咲くれは   | しのさきくれは | 2020/06/06 | 2021/07/29脱退 | 現在はソロ活動中                      |
| 香月友梨奈   | かづきゆりな   | 2018/12/21 | 2021/11/05脱退 | 現在はソロ活動中                      |
| 深瀬ひなた   | ふかせひなた   | 2018/12/21 | 2021/11/05脱退 | 現・きみとのワンダーランド 双葉ひなた |
| 叶愛梓       | かなめあずさ   | 2021/04/11 | 2021/11/05脱退 | 現・TEARS-ティアーズ- 叶愛梓          |
| 白岩由宇     | しらいわゆう   | 2019/03/30 | 2021/12/21卒業 | -                                     |
| 愛田はな     | あいだはな     | 2019/11/23 | 2021/12/21卒業 | -                                     |
| 橘里帆       | たちばなりほ   | 2021/10/24 | 2022/02/28卒業 | 現・にとくり。 橘里帆                 |
| 綾川千捺     | あやかわちなつ | 2019/03/30 | 2022/03/31卒業 | -                                     |
| 秋本れい     | あきもとれい   | 2020/06/06 | 2022/03/31卒業 | 現・点染テンセイ少女。 シュンカアキ   |
| 羽月そい     | はづきそい     | 2022/03/19 | 2023/03/31卒業 | -                                     |
| 夢野あいな   | ゆめのあいな   | 2022/03/19 | 2023/03/31卒業 | 現・にとくり。 夢野あいな             |
| 満月あかり   | みつきあかり   | 2022/03/19 | 2023/05/07脱退 | -                                     |
| 杠葉いおり   | ゆずりはいおり | 2021/10/24 | 2023/09/19脱退 | -                                     |
| 城華しおり   | たちばなしおり | 2022/04/02 | 2023/12/31卒業 | -                                     |
| 七宮夜々     | ななみややや   | 2023/07/15 | 2025/01/05卒業 | 限・ひとつキラリ 七宮夜々             |
| 志田李茉     | しだりま       | 2023/04/01 | 2025/06/27卒業 | -                                     |
| 葵かるな     | あおいかるな   | 2018/12/21 | 2025/05/12脱退 | -                                     |

## ディスコグラフィ

### シングル
| タイトル             | 発売日         | 最高位                                       | 品番      | C/W曲                      | 備考 | 動画 |
| -------------------- | -------------- | -------------------------------------------- | --------- | -------------------------- | ---- | ---- |
| Queen of〜           | 2020年03月31日 | オリコンデイリー3位 オリコンウィークリー9位  | QACW-1025 | INNOCENT BLUE Crazy for me | -    | -    |
| 絶対結婚しような〜！ | 2021年10月25日 | オリコンデイリー3位 オリコンウィークリー11位 | QACW-1042 | アネモネ shout             | -    | -    |